# 구프
구프(영어: Gouf, 일본어: グフ)는 《건담 시리즈》에 등장하는 모빌 슈트(MS)로 분류되는 가공의 유인 조종식 인간형 로봇 병기이다. 1979년에 방영된 TV 애니메이션 《기동전사 건담》에서 처음으로 등장했다.
구프는 람바 랄 전용기이다.작품 내에서 적측 세력인 "지온 공국군"의 양산기로 "자쿠 II (육전형 사양)"의 격투 능력을 강화시킨 개량형이다. 작품 내에서는 지온 공국군의 대위 람바 랄이 탑승하는 시제기가 앞서 등장해 "자쿠와는 다른" 성능으로 주인공인 아무로 레이가 탑승하는 건담을 괴롭힌다. 람바 랄의 구프는 퍼스널 컬러인 진한 청색으로 도장되어 있으며, 이것은 이후에 등장하는 구프 양산기의 제식 컬러가 되었다.MS08소대에서는 구프를 더 발전시킨 구프 커스텀이 나온다.
메카닉 디자인은 오오카와라 쿠니오가 담당하였다.
프라모델(건프라)의 상품 전개를 비롯해 "모빌 슈트 베리에이션(MSV)" 및 기타 미디어 믹스 기획에서도 "비행시험형" 등 다양한 베리에이션들이 존재한다.

## 같이 보기
- 건담 시리즈의 병기 목록
- 기동전사 건담